# Groupe Union Défense
Groupe Union Défense (denumirea inițială Groupe Union Droit; GUD) a fost o uniune studențească franceză de extremă-dreapta. GUD își avea sediul în Universitatea Panthéon-Assas, o renumită facultate de drept din Paris. 

## Istorie
Înființată ca organizație de tineret fundamentată pe principii anticomuniste și de extremă-dreapta, aceasta a început de la mijlocul anilor 1980 să adopte ideologii specifice poziției a treia.
GUD a fost înființat în 1968 sub denumirea Union Droit la Universitatea Panthéon-Assas de Alain Robert, Gérard Longuet, Gérard Ecorcheville și membri ai mișcării politice Occident⁠(d). Membrii GUD au participat la înființarea Ordre Nouveau⁠(d) în 1969. Pe parcursul anilor 1970 și la începutul anilor 1980, GUD a publicat lunar o satiră intitulată Alternative.
Pe 9 mai 1994,  Sébastien Deyzieu și-a pierdut viața în urma unor altercații cu forțele de ordine⁠(d). Ca urmare a acestui eveniment, unele grupuri naționaliste au format o asociație numită Comité du 9-Mai (C9M) care organizează marșuri comemorative anuale în Paris pe 9 mai.
În 1998, grupul s-a alăturat organizațiilor Jeune Résistance și Union des cercles résistance - fracțiuni ale Nouvelle Résistance⁠(d) - și au înființat grupul politic Unité Radicale⁠(d). Acesta a fost desființat după tentativa eșuată de asasinare⁠(d) a președintelui Jacques Chirac.
În 2004, GUD s-a reorganizat sub denumirea Rassemblement étudiant de droite, iar în 2017, membrii GUD au ocupat o clădire în Lyon și au înființat mișcarea politică Bastion Social⁠(d).

## Cultură
Simbolul Groupe Union Défense este crucea celtică și banda desenată șoareci negri (în franceză rats noirs).
Unele formații de rock identitaire français⁠(d) sunt asociate cu acest grup.